# Bayer 04 Leverkusen (féminines)
Maillots
Actualités
L'équipe féminine de football du Bayer 04 Leverkusen est une des sections du Bayer Leverkusen. Elle est créée en 2008 par l'absorption de l'équipe du Tus Koln rrh. L'équipe évolue en première division du championnat d'Allemagne de football féminin depuis la saison 2010-2011.

## Histoire
Cette section est issue de l’absorption de l'équipe du TuS Koln rrh. 1874, elle-même issue du SSG 09 Bergisch Gladbach, équipe féminine phare des années 70 et 80.

## Palmarès
- Coupe en salle d'Allemagne de football féminin
  - Vainqueur : 2015

## Effectif actuel 2024-2025
| N° | Nat.                   | Poste | Nom du joueur        |
| -- | ---------------------- | ----- | -------------------- |
| 1  | Drapeau de l'Allemagne | G     | Charlotte Voll       |
| 2  | Drapeau de l'Allemagne | D     | Selina Ostermeier    |
| 3  | Drapeau de l'Allemagne | D     | Melissa Friedrich    |
| 4  | Drapeau de la Norvège  | D     | Emilie Bragstad      |
| 5  | Drapeau des Pays-Bas   | D     | Janou Levels         |
| 6  | Drapeau de l'Allemagne | M     | Katharina Piljic     |
| 7  | Drapeau du Danemark    | A     | Cornelia Kramer      |
| 8  | Drapeau de l'Allemagne | M     | Paulina Bartz        |
| 9  | Drapeau du Canada      | A     | Caroline Kehrer      |
| 10 | Drapeau de la Norvège  | M     | Synne Skinnes Hansen |
| 11 | Drapeau de l'Allemagne | M     | Kristin Kögel        |
| 12 | Drapeau de l'Allemagne | D     | Julia Mickenhagen    |
| 13 | Drapeau de l'Allemagne | A     | Vanessa Haim         |
| 16 | Drapeau de l'Allemagne | M     | Sofie Zdebel         |

| No. | Nat.                                        | Position | Nom du joueur                                              |
| --- | ------------------------------------------- | -------- | ---------------------------------------------------------- |
| 17  | Drapeau de la Norvège                       | M        | Julie Jorde (prêtée au Brøndby IF)                         |
| 18  | Drapeau de l'Islande                        | M        | Karólína Lea Vilhjálmsdóttir (en prêt du FC Bayern Munich) |
| 19  | Drapeau de l'Allemagne                      | M        | Loreen Bender                                              |
| 20  | Drapeau de l'Allemagne                      | A        | Estrella Merino Gonzalez                                   |
| 21  | Drapeau de l'Allemagne                      | D        | Sofia Cava Marin                                           |
| 22  | Drapeau de l'Angleterre                     | M        | Ruby Grant                                                 |
| 23  | Drapeau de l'Allemagne                      | A        | Delice Boboy                                               |
| 24  | Drapeau de la Hongrie                       | D        | Lilla Turányi                                              |
| 27  | Drapeau de l'Allemagne                      | G        | Friederike Repohl                                          |
| 28  | Drapeau de la République populaire de Chine | D        | Shen Menglu                                                |
| 30  | Drapeau de l'Allemagne                      | M        | Ida Daedalow                                               |
| 34  | Drapeau de l'Allemagne                      | G        | Anne Moll                                                  |
| 56  | Drapeau de la France                        | D        | Juliette Vidal                                             |